# Вороговский сельсовет
Вороговский сельсовет — сельское поселение в Туруханском районе Красноярского края.
Административный центр — село Ворогово.

## История
Статус и границы сельского поселения установлены Законом Красноярского края от 28 января 2005 года № 13-2925 «Об установлении границ и наделении соответствующим статусом муниципального образования Туруханский район и находящихся в его границах иных муниципальных образований»

## Население
| 2010  | 2012  | 2013  | 2014  | 2015  | 2016  | 2017  |
| ----- | ----- | ----- | ----- | ----- | ----- | ----- |
| 1379  | →1379 | ↗1406 | ↘1387 | ↘1374 | ↗1394 | ↘1377 |
| 2020  | 2021  |       |       |       |       |       |
| ↘1358 | ↘1097 |       |       |       |       |       |

Поселение – территория компактного проживания коренного малочисленного народа югов.

## Состав сельского поселения
В состав сельского поселения входят 3 населённых пункта:
| № | Населённый пункт | Тип населённого пункта       | Население |
| - | ---------------- | ---------------------------- | --------- |
| 1 | Ворогово         | село, административный центр | ↘856      |
| 2 | Индыгино         | посёлок                      | 148       |
| 3 | Сандакчес        | посёлок                      | 375       |

## Местное самоуправление
Вороговский сельский Совет депутатов
Дата избрания: 13.09.2015. Срок полномочий: 5 лет. Количество депутатов:  10
Глава муниципального образования
- Пшеничников Михаил Петрович. Дата избрания: 04.03.2012. Срок полномочий: 5 лет